# Ізбасханов Килишбек Сатилганович
Килишбек Сатилганович Ізбасханов (26 жовтня 1952, село Кзил-Уй Ленгерського району, тепер Толебійського району Туркестанської області, Казахстан) — радянський і казахський діяч, голова Державного комітету Казахської РСР із управління державним майном, аким міста Шимкента. Член Центральної контрольної комісії КПРС у 1990—1991 роках.

## Життєпис
У 1975 році закінчив Казахський політехнічний інститут імені Леніна, інженер-металург.
У 1975—1976 роках — випалювач Усть-Каменогорського свинцево-цинкового комбінату Казахської РСР.
У 1976—1985 роках — плавильник, помічник майстра установки, майстер зміни, в.о. заступник начальника — технолога цеху, технолог — заступник начальника цеху, в.о. начальника плавильного цеху, начальник плавильного цеху Чимкентського свинцевого заводу Казахської РСР.
Член КПРС з 1981 року.
У 1985—1991 роках — директор Чимкентського свинцевого заводу Казахської РСР.
З січня 1991 по січень 1993 року — голова Державного комітету Казахської РСР (Республіки Казахстан) із управління державним майном.
З січня по березень 1993 року — 1-й заступник голови Державного комітету Республіки Казахстан із управління державним майном. 
У 1993—1996 роках — президент Державної акціонерної холдингової компанії «Аксункар» Республіки Казахстан.
У січні 1996 — грудні 1997 року — заступник акима Південноказахстанської області.
14 грудня 1997 — 14 травня 1999 року — аким міста Шимкента.
У грудні 1999 — листопаді 2000 року — директор департаменту Агентства Республіки Казахстан із регулювання природних монополій, захисту конкуренції та підтримки малого бізнесу по Південноказахстанській області.
У листопаді 2000 — вересні 2002 року — заступник акима Південноказахстанської області.
У вересні 2002—2004 роках — радник президента закритого акціонерного товариства «Національна Компанія «Казакстан темір жоли»». У 2004 — серпні 2006 року — виконавчий директор акціонерного товариства «Національна Компанія «Казакстан темір жоли»». У серпні 2006 — листопаді 2008 року — заступник голови правління, віцепрезидент із технічних та інноваційних питань акціонерного товариства «Національна Компанія «Kazakhstan Engineering»».
У листопаді 2008—2009 роках — директор Дирекції промислових активів акціонерного товариства «ФНБ «Самрук—Казына»».
З 2009 року — керуючий директор із виробництва та інжинірингу акціонерного товариства «Тау-Кен Самрук».

## Нагороди та відзнаки
- орден «Курмет» (2006)
- медалі
- Почесний металург СРСР